# الجعشم (الملاجم)

تعديل مصدري - تعديل

الجعشم هي إحدى قرى عزلة ال غشام الملاجم بمديرية الملاجم التابعة لمحافظة البيضاء، بلغ تعداد سكانها 681 نسمة حسب تعداد اليمن لعام 2004.